# Cynopterus nusatenggara
Cynopterus nusatenggara es una especie de murciélago de la familia Pteropodidae.

## Distribución geográfica
Se encuentra en Indonesia.

## Subspecies
- Cynopterus nusatenggara nusatenggara
- Cynopterus nusatenggara sinagai
- Cynopterus nusatenggara wetarensis